# Corynosoma mandarinca
Corynosoma mandarinca är en hakmaskart som beskrevs av Oschmarin 1963. Corynosoma mandarinca ingår i släktet Corynosoma och familjen Polymorphidae. Inga underarter finns listade i Catalogue of Life.